# Une histoire populaire des États-Unis
 (février 2016).
Si vous disposez d'ouvrages ou d'articles de référence ou si vous connaissez des sites web de qualité traitant du thème abordé ici, merci de compléter l'article en donnant les références utiles à sa vérifiabilité et en les liant à la section « Notes et références ».
Une histoire populaire des États-Unis est un livre écrit par l'historien et politologue Howard Zinn en 1980. Dans ce livre, Zinn cherche à montrer une vision alternative de l'histoire des États-Unis loin des mythes des Pères fondateurs et plus près de la difficile réalité du peuple. Selon l'auteur, l'histoire de son pays est, dans une large mesure, l'exploitation d'une majorité par une élite minoritaire.
Une histoire populaire est devenu un manuel pour les cours d'histoire dans beaucoup de lycées et d'universités à travers les États-Unis. Il a aussi été désigné comme une œuvre historique, contenant des faits importants et méconnus de la population. Ce livre a également donné lieu à un changement de l'objet de travaux historiques, qui comprend maintenant des histoires qui étaient auparavant ignorées, d'une façon assumée dans certains cas, par les autorités. Cette censure compte également avec le soutien et la complicité des riches industriels qui ont un intérêt à cacher ces événements, notamment les grèves des mineurs et des travailleurs immigrés parmi tant d'autres mouvements sociaux réduits au silence par la violence.
Le livre a gagné le second prix du National Book Award en 1980. Il a souvent été réécrit sous une édition plus récente jusqu’en 2005. En 2003, Zinn a reçu le Prix des Amis du Monde diplomatique pour la version française de son livre. Plus de deux millions d'exemplaires ont été vendus dans le monde.

## Vue d'ensemble
Dans une lettre qui répondait à une critique journalistique de 2007 à propos du livre A Young People's History Of The United States (titre simplifié pour les jeunes lecteurs) paru dans le New York Times Book Review, Zinn a écrit:
« Mon histoire ... décrit la lutte inspirante de ceux qui ont combattu l'esclavage et le racisme (Frederick Douglass, William Lloyd Garrison, Fannie Lou Hamer, Bob Moses) des organisateurs syndicaux qui ont mené des grèves pour défendre les droits des travailleurs (Big Bill). Haywood, Mother Jones, César Chávez), parmi les socialistes et d’autres qui ont protesté contre la guerre et le militarisme (Eugene V. Debs, Helen Keller, le révérend Daniel Berrigan, Cindy Sheehan). Mon héros n'est pas Theodore Roosevelt, qui aimait la guerre et félicitait un général après le massacre de villageois philippins au tournant du siècle, mais Mark Twain, qui avait dénoncé le massacre et satirisé l'impérialisme,.
Je veux que les jeunes comprennent que notre pays est magnifique, mais il a été repris par des hommes qui ne respectent pas les droits de l'homme ni les libertés constitutionnelles. Notre peuple est fondamentalement décent et attentionné, et nos idéaux les plus élevés sont exprimés dans la Déclaration d'indépendance, qui stipule que nous avons tous le même droit à "la vie, à la liberté et à la recherche du bonheur". Je souligne dans mon livre que l’histoire de notre pays a pour but de faire de ces idéaux une réalité - et nous pouvons tous, quel que soit notre âge, trouver un bonheur immense à en faire partie. »

### De Christophe Colomb à l'indépendance
- Chapitre 1 : « Christophe Colomb, les Indiens et le progrès de l’humanité ». Ce chapitre décrit les civilisations indigènes en Amérique du Nord et les Bahamas ; le génocide et l'esclavage subis par les indigènes exécutés par Colomb et ses équipes, avec (selon lui) l'accord implicite de la monarchie espagnole et de l’Église catholique ; les incidents de colonisation violente par les colonisateurs. Parmi les principaux sujets de ce chapitre on cite : les Arawaks, Bartolomé de las Casas, les Aztèques, Hernán Cortés, Pizarro, Powhatan, le Pequot, le Narragansett, Metacom, la Guerre du Roi Philip, et les Iroquois.
- Chapitre 2 : « Vers la ségrégation raciale ».
- Chapitre 3 : « Ces individus de condition vile et indigne ».
- Chapitre 4 : « La tyrannie, c’est la tyrannie ».
- Chapitre 5 : « Une étrange révolution ».

### De l'indépendance aux Barons voleurs
- Chapitre 6 : « Les opprimées domestiques » décrit la résistance aux inégalités dans les vies de femmes dans les premières années des États-Unis. Zinn dit les histoires des femmes qui ont résisté au statu quo, y compris  Polly Baker, Anne Hutchinson, Mary Dyer, Amelia Bloomer, Catharine Beecher, Emma Willard, Harriot Hunt, Elizabeth Blackwell, Lucy Stone, Elizabeth Cady Stanton, Margaret Fuller, Sarah Grimké, Angelina Grimké, Dorothea Dix, Frances Wright, Lucretia Mott, et Sojourner Truth.
- Chapitre 7 : « Aussi longtemps que l’herbe poussera et que couleront les rivières ». Les conflits du XIXe siècle entre le gouvernement américain et les Indiens d'Amérique (comme les Guerres séminoles) et le déplacement indien, particulièrement pendant les administrations d'Andrew Jackson et de Martin Van Buren.
- Chapitre 8 : « Nous ne prenons rien par conquête, Dieu merci ». La guerre entre le Mexique et les États-Unis. Zinn soutient que la guerre était impopulaire, mais que les journaux de cette ère ont déformé le sentiment populaire.
- Chapitre 9 : « Esclavage sans soumission, émancipation sans liberté » aborde la révolte des esclaves, le mouvement de l'abolition, l'effet de ces événements sur la violence afro-américaine à grande échelle de la guerre a été utilisée pour mettre fin à l'esclavage la place de la violence à petite échelle de les rébellions parce que ces derniers ont peut-être élargi au-delà anti-esclavagiste, résultant en un mouvement contre le système capitaliste. Il écrit que la guerre pourrait limiter la liberté accordée aux Afro-Américains en permettant le contrôle du gouvernement sur la façon dont la liberté a été acquise.
- Chapitre 10 : « L’autre guerre civile », couvre le mouvement Anti-Rent, la Rébellion de Dorr, l’émeute Flour de 1837, le Molly Maguires, la hausse des syndicats, les filles mouvement Lowell, et d'autres luttes de classe centrées sur les différents dépressions du XIXe siècle. Il décrit l'abus de pouvoir du gouvernement par les sociétés et les efforts déployés par les travailleurs pour résister à ces abus.
- Chapitre 11 : « Les barons voleurs ‒ Les rebelles » couvre la montée des sociétés industrielles telles que les chemins de fer et les banques et leur transformation en institutions dominantes de la nation, à la corruption résultant à la fois dans l'industrie et le gouvernement. Sont également couverts les mouvements populaires et les individus qui se sont opposés à la corruption, comme les Chevaliers du Travail, Edward Bellamy, le Socialist Labor Party, les martyrs de Haymarket, les grévistes de Homestead, Alexander Berkman, Emma Goldman, Eugene V. Debs, l'American Railway Union, l'Alliance des agriculteurs, et le Parti populiste.

### Le vingtième siècle
- Chapitre 12 : « L’empire et le peuple » parle de l’impérialisme des États-Unis durant leurs guerres avec l'Espagne et les Philippines, tout autant que dans les autres pays tels que Hawaï, Guam et Puerto Rico. L’amendement Teller est discuté. Zinn montre la guerre comme étant raciste, impérialiste et opposée au  peuple des États-Unis.
- Chapitre 13 : « Le défi socialiste », est au sujet de la montée du socialisme et de l’anarchisme, comme politique idéologique populaire du peuple américain.

Les sujets abordés dans le chapitre sont La Fédération américaine du travail (dans laquelle Zinn se bat à conditions trop exclusives d’une union pour les non-blancs, les femmes et les travailleurs non qualifiés. Zinn se bat dans le chapitre 24 pour que cela change dans les années 1990), Les Travailleurs ouvriers du monde (TOM) Mary Harris « Mother » Jones, Joe Hill, la fête des travailleurs socialistes, W.EB. Du Bois, et la fête progressive (dans laquelle Zinn interprète être poussé de peur du radicalisme) .
- Chapitre 14 : « La guerre est la santé de l’État » couvre la Première Guerre mondiale et le mouvement pacifiste qui eut lieu pendant celle-ci, qui se heurta à l'Espionage Act of 1917, appliqué avec sévérité. Zinn avance que les États-Unis entrèrent en guerre afin d'étendre leurs marchés étrangers et leur influence économique.
- Chapitre 15 : « De l’entraide par gros temps » parle de la campagne gouvernementale pour détruire l’IWW, les principaux acteurs de la crise économique de 1929. Zinn indique que, malgré la grande croyance, les années 1920 n’étaient pas un temps de prospérité, et les problèmes de la crise étaient simplement des problèmes issus de la pauvreté qui s’étendent vers la société. Aussi, il parle du parti communiste qui promet d’aider les pauvres durant la crise.
- Chapitre 16 : « Une guerre populaire ? ».
- Chapitre 17 : « Ou bien explose-t-il ? », couvert du mouvement des droits civils. Zinn argumente que le gouvernement a commencé à faire des réformes contre la discrimination (bien qu'il n'y ait pas de changement fondamental) avec l'intention de changer l'image internationale, mais souvent sans appliquer les lois adoptées. Zinn argumente que pendant que les non-violents ont recours à des actions militantes pour les droits civils des activistes du Sud (comme l'a proposé Malcom X) ils devaient résoudre le problème des ghettos noirs. Le parti communiste est aussi couvert dans la participation du mouvement du Congress of Racial Equality, du Student Nonviolent Coordinating Committee, du Freedom Riders, Cointelpro, et de la Black Panther Party.
- Chapitre 18 : « Vietnam : L’Impossible Victoire », couvre la guerre du Vietnam et de sa résistance. Zinn soutient que l'Amérique s'est battue dans une guerre qu'elle ne pouvait pas gagner, que le peuple vietnamien était en faveur du gouvernement d'Ho Chi Minh et étaient opposé au régime de Ngo Dinh Diem, leur permettant ainsi de garder le moral. Pendant ce temps, le moral de l'armée américaine pour la guerre était très bas, comme beaucoup de soldats étaient dégoûtés par les atrocités auxquelles ils ont pris part, comme le massacre de My Lai. Zinn essaie aussi de dissiper la croyance populaire qui s'oppose à la guerre qui est principalement parmi les étudiants et les intellectuels de la classe moyenne, en utilisant les statistiques de l'époque pour montrer la forte opposition de la classe ouvrière. Zinn fait valoir que les troupes elles-mêmes étaient opposées à la guerre, citant les désertions et les refus d'aller à la guerre, ainsi que les mouvements tels que les vétérans du Vietnam contre la guerre. Sont également couvertes les invasions américaines du Laos et du Cambodge, l'agent orange, le Pentagon Papers, Ron Kovic, et les prises de contrôle lors des conseils de révision.
- Chapitre 19 : « Surprises », couvrant les autres mouvements qui se passent pendant les années 1960, comme la seconde vague féministe, la réforme de la prison/le mouvement de l'abolition des prisons, le Native American Rights movement, et la contre culture. Les personnes et les événements du mouvement féministe incluent Betty Friedan.
- Chapitre 20 : « Années 1970 : tout va bien ? » porte sur la désillusion américaine sur le gouvernement durant les années 1970 et la corruption politique qui a été exposée durant cette décennie.

Zinn affirme que la démission de Richard Nixon et l'exposition des crimes commis par la CIA et le FBI durant la décennie ont pour objectif de regagner le soutien du gouvernement  sans faire aucun changement fondamental du système.
Selon Zinn, la présidence de Gerald Ford poursuit les mêmes politiques de l'administration que Nixon. D'autres sujets incluent les protestations contre Honeywell Corporation, Angela Davis, le comité à la réélection du président, le scandale du Watergate, l'implication d'International Telephone & Telegraph dans le coup d'état chilien de 1973, l'incident de Mayaguez, le projet Mkultra, le Comité de l'Église, le Comité Brochet, la Commission Trilatérale de la Gouvernabilité des Démocraties et le Bicentenaire populaire.
- Chapitre 21 : « Carter-Reagan-Bush : le consensus bipartisan », porte sur les mandats de Jimmy Carter, Ronald Reagan et George H.W. Bush et sur leurs effets sur le peuple américain et sur les pays étrangers. Zinn affirme que la République et la Démocratie gardent le gouvernement essentiellement par (ils ont géré le gouvernement dans une voie plus favorable aux entreprises qu'au peuple) et ont continué à avoir une politique étrangère militante, quel que soit le parti qui était au pouvoir. Zinn utilise les similitudes entre les méthodes de gouvernement comme une preuve de cela. Les autres sujets abordés sont la doctrine de l'équité, l'invasion indonésienne du Timor oriental, Noam Chomsky, le réchauffement climatique, Roy Benavidez, le sous-marin Trident, le programme dit de la Guerre des Etoiles, le Front sandiniste de libération nationale, l'affaire Iran-Contra, la Loi sur les pouvoirs de guerre, invasion américaine du Liban au cours de la guerre civile libanaise, l'invasion de la Grenade, Oscar Romero, le massacre de El Mozote, le bombardement de 1986 de la Libye, l'effondrement de l'Union soviétique, l'invasion du Panama États-Unis, et la guerre du Golfe.
- Chapitre 22 : « La résistance ignorée », couvre plusieurs mouvements qui ont eu lieu pendant les années « Carter-Reagan-Bush » mais qui ont été ignorés par la plupart des médias traditionnels.
- Chapitre 23 : « La présidence de Clinton et la crise démocratique ».
- Chapitre 24 : « L’imminente révolte de la Garde ».
- Chapitre 25 : « Post-scriptum sur les élections de 2000 et la « guerre contre le terrorisme ».

## D'autres éditions et ouvrages connexes
Une version du livre intitulé Le vingtième siècle ne contient que des chapitres 12-25 L'Empire et le peuple à l'élection de 2000 et la guerre contre le terrorisme.
Bien que conçues pour être une expansion de l'ouvrage original, les éditions récentes de Une histoire populaire des États-Unis contiennent maintenant tous les chapitres suivants de lui.
En 2004, Howard Zinn et Anthony Arnnove publient une collection de plus de 200 premières sources documentaires intitulées : Voix de Une histoire populaire des États-Unis, disponible à la fois en tant que livre ou CD de lecture dramatique.
L’écrivain Aaron Sarver remarque que Kazin a « éreinté » Une histoire populaire de Zinn des États-Unis, l'une des rares concessions de Kazin à Zinn est qu'in entrecroise son récit avec des centaines de citations d'esclaves et populistes, salariés anonymes et ... radicaux articulés.[Quoi ?]

### Version pour les jeunes lecteurs

#### Les leçons pour les classes
En 2008, le projet d'éducation Zinn a été lancé pour promouvoir et soutenir l'utilisation de Une Histoire Populaire des États-Unis (et les autres outils) pour enseigner dans les classes de collège et lycée à travers les États-Unis. Le but de ce projet est de donner aux étudiants américains une version complète et précise de l'histoire des États-Unis, avec une enquête complète et complexe. Avec des fonds provenant d'un donateur anonyme qui a bien été un étudiant de Zinn, le projet a commencé en distribuant 4 000 paquets aux enseignants dans tous les États et les territoires. Le projet offre des livres d'enseignement et des bibliographies qui peuvent être téléchargés gratuitement.

## Influences
Le succès rencontré par l'ouvrage de Zinn a impulsé une dynamique de publication même si chacune s'en distingue sur certains points :
- A People's History of Australia from 1788 to the Present par Verity Burgmann
- A People's History of Science: Miners, Midwives, and Low Mechanicks par Clifford D Conner.
- A People's History of the World par Chris Harman.
- A People's History of Christianity par Diana Butler Bass.
- Les luttes et les rêves. Une histoire populaire de la France de 1685 à nos jours, de Michelle Zancarini-Fournel, paru en 2016
- Une Histoire Populaire du Football par Mickaël Correia, paru en 2018.
- Une histoire populaire de la France de Gérard Noiriel paru en 2018

## Critiques
L'ouvrage d'Howard Zinn, bien qu'ayant été très tardivement soumis à la critique des universitaires, a connu un certain nombre de critiques, notamment sur sa manière d'utiliser les sources, de négliger les éléments qui remettaient en question ses analyses ou encore de ne pas tenir compte des découvertes historiographiques au fil de ses nombreuses rééditions.

Le psychologue spécialiste en science de l'éducation, et en particulier de l'enseignement de l'histoire, Sam Wineburg réalise une longue critique de Une histoire populaire des États-Unis dans son ouvrage Why Learn History (When It's Already on Your Phonedans un chapitre nommé "Committing Zinns".

Son premier reproche est que l'ouvrage de Zinn est principalement fondé sur des sources secondaires plutôt que sur des sources primaires qui viendraient appuyer les thèses défendues par leur auteur, à la manière des manuels d'histoire plus "classiques" qu'il prétendait surclasser. De la même manière, l'ouvrage ne comporte que peu de notes de bas de page qui permettraient aux lecteurs de vérifier les informations fournies par Zinn. De façon générale, si Wineburg salue la volonté de Zinn de proposer une histoire qui prend en compte les différentes méthodes historiographiques apparues dans les années 60-70 ( l'histoire sociale, l'histoire féministe, la Black History, et d'autres variantes des subaltern studies), il indique que le fait d'opposer une histoire monolithique dite "de gauche" à une histoire monolithique "de droite" ne permet pas aux étudiants et, plus généralement, aux lecteurs de développer une pensée historienne et un certain esprit d'analyse critique.
 
Sam Wineburg démontre également que, pour appuyer des thèses "inédites", Howard Zinn utilise des anecdotes comme des sources, faisant d'évènement marginaux des tendances massives  (par exemple, les troupes afro-américaines qui auraient été moins intéressées par le résultat de la guerre en Europe que par la victoire sur le racisme américain, provoquant un large refus de la participation à la seconde guerre mondiale, idée uniquement soutenue par une citation d'un journaliste, d'un étudiant noir ainsi qu'un poème. Ici, Zinn ne partage pas les très nombreuses expressions de patriotisme afro-américain qui ont pourtant existé en faisant un mauvais usage des données et des sources secondaires). De la même manière, les questions soulevées au sein de l'ouvrage sont principalement des questions fermées ou à choix simple qui cherchent moins à faire évoluer le débat historiographique que de choquer son lectorat. Une certaine partie des démonstrations de Zinn se fondent également sur le présupposé d'une ignorance des lecteurs de la chronologie des faits mis en confrontation. Si les conclusions de Zinn sont parfois justes, elles se construisent sur des raisonnement erronés et des méthodes douteuses (emploi sans méthode claire et précise de l'histoire contrefactuelle, omission volontaire des renouveaux historiographiques pour ne pas avoir à réviser son jugement, …).

L'ouvrage de Zinn, selon Wineburg, est avant tout un brûlot qui cherche, par une plume subversive, à disrupter les canaux traditionnels de l'enseignement de l'histoire. Ce sont ses qualités d'écrivain et son fort charisme qui ont propulsé cet ouvrage à un tel niveau de popularité, bien qu'il ressemble, dans sa forme et sa construction, en tout point à un manuel traditionnel. Ainsi, Une histoire populaire des États-Unis considère toujours l'élève comme un lecteur passif plutôt que comme un esprit capable d'analyse critique, à l'instar des manuels d'histoire américaine classique, en remplaçant la perspective traditionnelle par une autre, d'un bord politique différent. L'ouvrage est écrit selon une perspective d'histoire révélée, dans lequel on ne trouve pas le vocabulaire habituel du doute qui, normalement, accompagne toute œuvre d'historien.

Par ailleurs c'est cette proximité avec le matériel habituel d'éducation de l'histoire qui a fait de l'ouvrage de Zinn un ouvrage largement réemployé dans le système scolaire étatsunien, menant à des activités éducatives douteuse, comme des simulations de procès (par exemple celui de Christophe Colomb, jugé pour le meurtre des amérindiens) ou des jeux de rôles autour de personnalités qui ont combattu pour la justice sociale (Frederick Douglass, Rosa Parks, Henry David Thoreau, John Brown ou encore le Black Panther Party).